# William Bell (szpieg)
William Holden Bell (ur. 14 maja 1920 w Seattle zm. 1986 w Los Angeles) – pracownik inżynier Hughes Aircraft Corporation w miejscowości El Segundo w stanie Kalifornia, aresztowany jako szpieg za sprzedaż informacji niejawnych kapitanowi Marianowi Zacharskiemu. Sprzedał m.in. dokumentację tzw. cichego radaru (LPIR), który umożliwiał namiar radiolokacyjny i był niewykrywalny przez systemy antyradarowe nieprzyjaciela.
Bell otrzymał od Zacharskiego ok. 110 tysięcy dolarów gotówką oraz złote monety o wartości ok. 60 tysięcy dol. Był zarejestrowany pod kryptonimem „Lambda”. Werbunek przez Zacharskiego ułatwił fakt, iż Bell miał duży dług wobec urzędu skarbowego. Musiał płacić byłej żonie alimenty (200 dol. tygodniowo). Chciał zapewnić drugiej żonie, znacznie od niego młodszej, dostatnie życie.
Został aresztowany przez kontrwywiad FBI w 1981 roku pod zarzutem szpiegostwa, na podstawie zeznań Jerzego Korycińskiego, członka polskiej misji dyplomatycznej przy ONZ, który poinformował Federalne Biuro Śledcze o szczegółach działalności polskiego wywiadu w USA. Bell przystał na współpracę z kontrwywiadem FBI i namówił Zacharskiego na rozmowę, mając przy sobie ukryte urządzenie podsłuchowe. W 1981 roku Bell został skazany na 8 lat więzienia, z czego odsiedział ponad 4 lata. Wcześniej jednak otrzymał pozwolenie na wyjazd do Meksyku w ramach podziękowań za współpracę pod warunkiem, że po powrocie wróci do aresztu.
Po wyjściu z więzienia przedawkował alkohol i zatruł się nim na śmierć. Zmarł w 1986.